# Hugo Lollini
Hugo Lollini (nacido como Hugo Alberto; Buenos Aires, Argentina, 27 de octubre de 1951) es un médico y escritor argentino. Su infancia transcurrió en el barrio de Villa Real (Buenos Aires). Vive en la ciudad de La Plata desde 1977.

## Reseña biográfica
En 1991 escribió su primera novela El regreso del Llanero Solitario, que mereció el premio Emecé 1990-1991, cuyo jurado estaba integrado por César Aira, Eduardo Gudiño Kieffer, María Granata. En esta obra, el autor recrea una niñez suburbana poblada por los mitos de historieta y la aparición de la televisión en la Argentina.
Su trayectoria literaria incluye varias distinciones y publicaciones en antologías de cuentos (véase: "Hasta Fealding no paro y otros relatos"  y "Mano a mano. Narradores argentinos y aragoneses"). En 1998 publicó Ella, Evita, La Patria o, La General Paz y el día D, novela en la cual se entrelazan las historias de diferentes personajes, como la pareja de discapacitados que se salva milagrosamente del bombardeo de Plaza de Mayo del año 1955, el soldado de la Expresión Ausente y la magnífica Evita que aparece en un autocine abandonado.
En 2020 publicó Amores ficticios, libro que adopta la forma de una serie de diálogos entre el autor y algunos de los tantos personajes de la literatura argentina y universal.

## Distinciones
- Primer Premio (Javiera Carrera, Valparaíso, Chile,1987)
- Primera mención (Premio Iberoamericano de Cuento Julio Cortázar, 2011)